# Soul '69
Soul '69 è un album della cantante soul statunitense Aretha Franklin, pubblicato nel 1969 dalla Atlantic Records.

## Tracce
1. Ramblin' (Maybelle Smith) – 3:10
2. Today I Sing the Blues (Curley Hamner, Curtis Lewis) – 4:25
3. River's Invitation (Percy Mayfield) – 2:40
4. Pitiful (Rosie Marie McCoy, Charlie Singleton) – 3:04
5. Crazy He Calls Me (Bob Russell, Carl Sigman) – 3:28
6. Bring It on Home to Me (Sam Cooke) – 3:45
7. The Tracks of My Tears (Warren Pete Moore, Smokey Robinson, Marvin Tarplin) – 2:56
8. If You Gotta Make a Fool of Somebody (Rudy Clarke) – 3:08
9. Gentle on My Mind (John Hartford) – 2:28
10. So Long (Remus Harris, Irving Melsher, Russ Morgan) – 4:36
11. I'll Never Be Free (Bennie Benjamin, George David Weiss) – 4:15
12. Elusive Butterfly (Bob Lind) – 2:45